# Коршуновское сельское поселение (Омская область)
Коршуновское се́льское поселе́ние — муниципальное образование в Тюкалинском районе Омской области Российской Федерации.
Административный центр — село Коршуновка.

## История
Статус и границы сельского поселения установлены Законом Омской области от 30 июля 2004 года № 548-ОЗ «О границах и статусе муниципальных образований Омской области».

## Население
| 2010 | 2011 | 2012 | 2013 | 2014 | 2015 | 2016 |
| ---- | ---- | ---- | ---- | ---- | ---- | ---- |
| 791  | ↘788 | ↘769 | ↗774 | ↘766 | ↘761 | ↘738 |
| 2017 | 2018 | 2019 | 2020 | 2021 | 2023 |      |
| ↘708 | ↘691 | ↘665 | ↘646 | ↘493 | ↘467 |      |

## Состав сельского поселения
| № | Населённый пункт | Тип населённого пункта       | Население |
| - | ---------------- | ---------------------------- | --------- |
| 1 | Баирово          | деревня                      | ↘76       |
| 2 | Большая Казанка  | деревня                      | ↘37       |
| 3 | Веденино         | посёлок                      | 6         |
| 4 | Журавлевка       | посёлок                      | 67        |
| 5 | Коршуновка       | село, административный центр | ↗453      |
| 6 | Охотниково       | деревня                      | ↘152      |